# Pseudolaelia canaanensis
Pseudolaelia canaanensis é uma espécie de planta do gênero Pseudolaelia e da família Orchidaceae. Pseudolaelia canaanensis foi descrita no gênero Renata por Ruschi, sendo transferida para Pseudolaelia por Fábio de Barros em 1994. Embora apresente morfologia floral levemente semelhante à de P. aromatica e P. ataleiensis, pode ser facilmente diferenciada das espécies de Pseudolaelia pelo porte mais robusto, apresentando o maior número de folhas (11-19), destacando-se também por uma projeção caulinar no ápice do pseudobulbo, ao longo da qual se distribuem as folhas e pela inflorescência em panícula ampla, geralmente com mais de 80 flores pequenas, amarelo-claro a amarelo-ouro, em alguns exemplares com o labelo maculado de vermelho.

## Taxonomia
A espécie foi descrita em 1994 por Fábio de Barros. O seguinte sinônimo já foi catalogado:
- Renata canaanensis Ruschi.

## Forma de vida
É uma espécie rupícola e herbácea.

## Descrição
Ela tem 11-19 folhas, patentes, dispostas a partir do ápice do pseudobulbo, ao longo da projeção caulinar; lâmina foliar linear a lanceolada, verde-clara, cartácea, margem finamente serrilhada a inteira, ápice agudo; bainha foliar amplexicaule, 1,9-4,5 x 1,5-2 cm, verde-clara a amarelada, cartácea. Inflorescência em panícula, ereta, 37-70 centímetros de comprimento, ramos da inflorescência de 6-15,5 centímetros de comprimento, com cerca de 90-flora; pedúnculo cilíndrico, 34-50 centímetros de comprimento, verde-avermelhado; brácteas tubulosas, amplectivas sobre o pedúnculo, 0,6-3,2 centímetros de comprimento, estramíneas, paleáceas, ápice emarginado, agudo ou obtuso; brácteas florais triangulares, 1,5-3,2 x 1,5-2,1 mm, estramíneas, membranáceas, ápice agudo.
| Caule                             | Caule                    |
| --------------------------------- | ------------------------ |
| rizoma                            | conspícuo                |
| pseudobulbo                       | fusiforme                |
| número de entrenó                 | 5 a 8                    |
| extensão foliar no pseudobulbo    | presente                 |
| Folha                             |                          |
| forma                             | lanceolada/linear        |
| número de folha                   | mais do que 11           |
| posição em relação ao pseudobulbo | patente                  |
| Inflorescência                    |                          |
| número de flor                    | multiflora               |
| tipo                              | panícula                 |
| Flor                              |                          |
| cor da flor                       | amarela                  |
| labelo                            | inteiro                  |
| istmo                             | mais largo que longo     |
| lobo do labelo                    | ausente                  |
| superfície do labelo              | lamelada                 |
| cunículo                          | inconspícuo externamente |

## Conservação
A espécie faz parte da Lista Vermelha das espécies ameaçadas do estado do Espírito Santo, no sudeste do Brasil. A lista foi publicada em 13 de junho de 2005 por intermédio do decreto estadual nº 1.499-R.

## Distribuição
A espécie é encontrada nos estados brasileiros de Espírito Santo e Minas Gerais. A espécie é encontrada no domínio fitogeográfico de Mata Atlântica, em regiões com vegetação de vegetação sobre afloramentos rochosos.